# Mimocoelodes minutus
Mimocoelodes minutus là một loài bọ cánh cứng trong họ Hybosoridae. Loài này được Pic miêu tả khoa học năm 1930.